# Cryptopone crassicornis
Cryptopone crassicornis é uma espécie de formiga do gênero Cryptopone, pertencente à subfamília Ponerinae.